# 帝国枢密法院
帝国枢密法院（德語： ) ，也译帝国高等法院、帝国最高法院，是神圣罗马帝国的两个最高司法机构之一（另一个是维也纳的帝国宫廷法院）。它根据沃尔姆斯帝国议会的决议于1495年创立，直至于1806年随着帝国解体、皇帝退位而停止运作。神圣罗马帝国的所有法律诉讼都可以提交至帝国枢密法院审理，除非该领土的统治者有所谓的不上诉特权。另一个例外是刑法，只有在违反基本程序规则的情况下，帝国枢密法院才能进行干预。

## 历史

### 前身
根据日耳曼习惯法，神圣罗马帝国皇帝是帝国的最高统治者也是帝国的最高法官，所有法律纠纷都可以提交给皇帝，皇帝也可以提起所有诉讼并自行审判。但实际上，皇帝身为帝国的最高统治者往往是优先处理帝国重大的政治事务，难以履行帝国最高法官的司法职责。因此在远离皇帝的地方往往都设立有地区法院（Territorialgerichte）。为了减轻皇帝负担的大量诉讼，腓特烈二世在1235年的《美因茨禁止复仇条例》中设立了皇室法官（Hofrichter）一职，并指派专门的办公场所，从而建立了皇室法院。因为皇帝法院仅是皇帝的司法辅助机构，因此其权威完全依赖于皇帝权威，在皇帝离开国内时就停止运作，在皇帝去世时则解散。
15世纪初，皇帝在皇室法院之外新设立了皇家枢密法院。皇家枢密法院既是法院，也是皇帝的咨询机构，起着“枢密”的作用。此时，帝国境内形成皇室法院和皇家枢密法院的双法院结构。随着皇帝权威的下降，皇室法院的权威也日益遭到质疑，因此皇帝腓特烈三世在1451年完全废弃皇室法院，皇家枢密法院接替了皇室法院的所有职责。

### 建立
皇家枢密法院对皇帝的依赖以及对待管辖权的忽视一再受到帝国政治体的批评。自1455年以来，针对皇家枢密法院就有各种出于政治动机的改革计划。在1470年代上半叶，皇室枢密法院有很短的定期开庭时间，但这只持续了很短的时间，从1475年开始只非常零星地开庭。
1486年，腓特烈三世在法兰克福帝国议会上通过向诸侯和选帝侯们承诺进行帝国改革以换取他的儿子马克西米利安一世获得罗马人的国王头衔，这也是110年以来第一位在皇帝还在世时确认的皇位继承人。然而，直到1493年腓特烈三世去世，因为利益分歧，帝国政治体和皇帝之间未能达成任何改革协议。
腓特烈死后仅一年，多年未开庭的皇家枢密法院重新开始运作，最初皇家枢密法院仍按照惯例在皇帝宫廷运作，在帝国议会期间皇家枢密法院迁至沃尔姆斯。学者Rudolf Smend认为皇家枢密法院的重新运作与美因茨大主教贝特霍尔德·冯·亨内伯格主张进行的帝国改革是紧密联系在一起的，贝特霍尔德希望利用皇家枢密法院来准备下一届国会对司法系统的全面改革。另一方面，马克西米利安一世希望通过皇家枢密法院的重新运作消减帝国政治体的改革愿望。

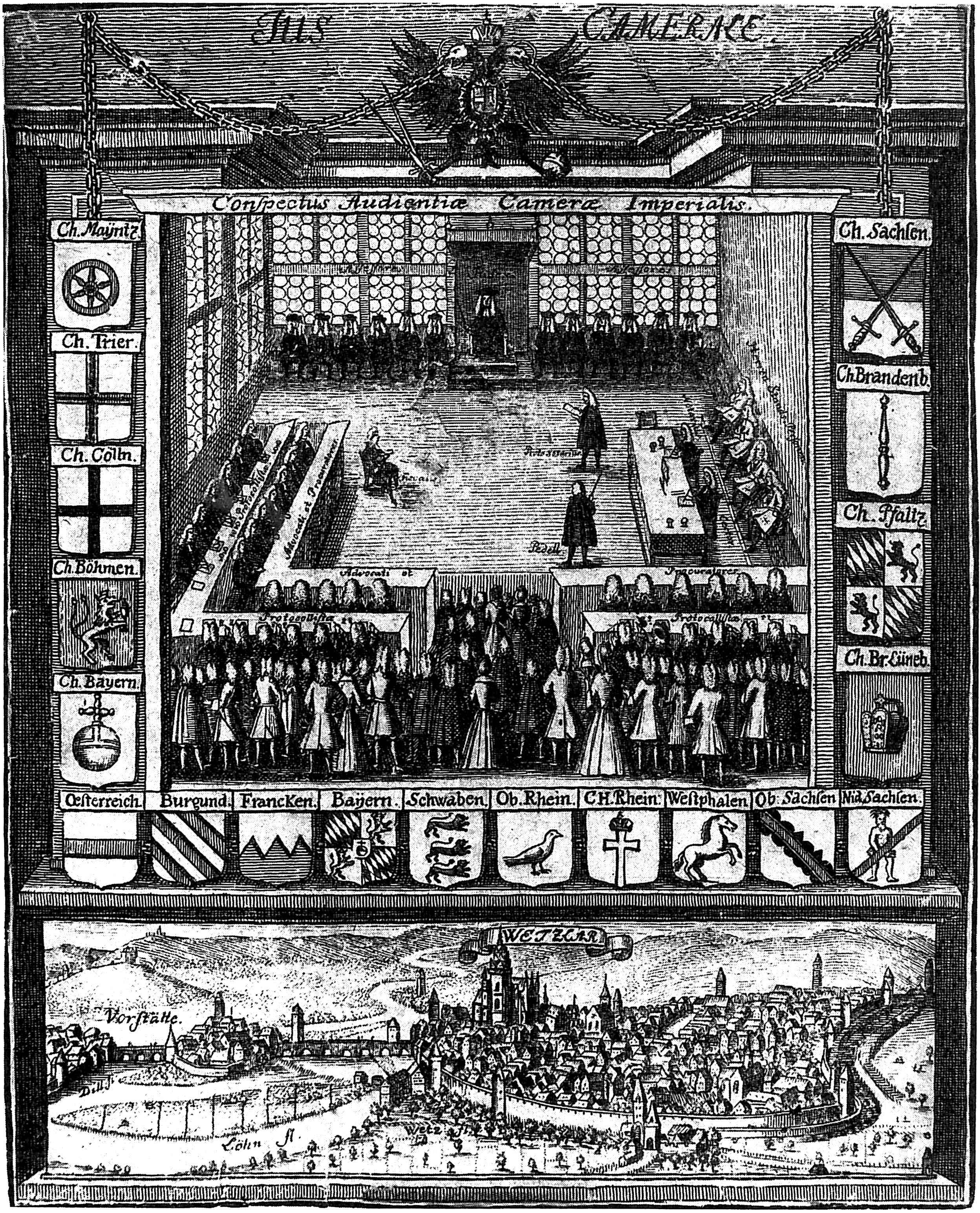
1750年位于韦茨拉尔的帝国枢密法院开庭公审时的场景

1495年，由于参与意大利战争，马克西米利安一世陷入了严重的经济困难，迫切需要帝国政治体停止内斗，向皇帝提供援助以继续对外战争。而帝国政治体也希望进行帝国改革以削弱皇权获取更多的自治权。在共同的改革意愿以及反复的政治斗争与较量下，双方在1495年沃尔姆斯议会就帝国改革达成初步一致，其中一项改革就包括对皇家枢密法院的全面司法改革。7月底，马克西米利安通过了帝国枢密法院法院组织法（Reichskammergerichtsordnung）草案。8月3日，帝国议会选举了帝国枢密法院的法官，8月7日，帝国枢密法院法院组织法与其他决议一起被封存，帝国枢密法院取代皇家枢密法院正式建立。

### 16世纪的奠基和鼎盛时期
帝国枢密法院的建立在帝国司法制度中是一项相当具有开创性意义的举措，因为它成功使得法院的运作与皇权相对分离。帝国枢密法院不再如同前身皇家枢密法院一样运作在皇帝的宫廷中，而是拥有了固定的运作地点。正如1495年帝国枢密法院法院组织法所规定的那样，不管君主驻节何处，帝国枢密法院拥有固定的院址；即使剥夺法律保护的命令是以国王的名义发布的，但发布该项命令的权力却属于法院。”
1495年9月，在决定将法院设在法兰克福仅几周后，帝国枢密法院的工作人员（主要由前皇家枢密法院的工作人员组成）就迁至法兰克福。法兰克福人民对于帝国枢密法院的到来并不满意，认为帝国枢密法院是旧庄园封建秩序的象征，但仍然接纳了帝国枢密法院。1495年10月31日，马克西米利安一世亲自到场为新法院揭幕，第一任帝国枢密法院枢密法官埃特尔·弗里德里希二世和陪审法官们向其宣誓就职。1497年4月，在迁至法兰克福一年半后，在沃尔姆斯举行的下一次帝国议会上，帝国枢密法院又移回沃尔姆斯，帝国枢密法院于1497年5月31日恢复工作。
1499年，旧瑞士邦联拒绝承认帝国枢密法院的管辖与判决，客观上促使了施瓦本战争爆发。1499年巴塞尔合约的签署使得帝国枢密法院撤销了对旧瑞士邦联及其盟友颁布的帝国禁令，客观上也标志了旧瑞士联邦逐渐脱离帝国体系，不受帝国枢密法院的管辖。
在违背帝国议会决定的情况下，马克西米利安一世指示帝国咨政院和帝国枢密法院迁至雷根斯堡运作。在1502年初帝国咨政院解散后，帝国枢密法院也没有再次开庭运作，直到1503年4月28日迁至雷根斯堡的新址才恢复运作。不久马克西米利安命令部分帝国枢密法院工作人员前往奥格斯堡裁决巴伐利亚王位继承纠纷。1504年3月位于奥格斯堡的帝国枢密法院工作人员停止工作并返回雷根斯堡。1509年，法院迁至沃尔姆斯。1511年，由于瘟疫在该市蔓延，帝国枢密法院迁至施派尔几个月。随着皇帝查理五世的即位和第二帝国咨政院的重新设立，帝国枢密法院迁至纽伦堡，然后由于宗教改革的动荡，来到了埃斯林根。1526年，施派尔帝国议会决定将帝国枢密法院从埃斯林根迁至施派尔。

### 位于斯派尔和韦茨拉尔的帝国枢密法院
从1527年起，帝国枢密法院设在施派尔主教座堂附近的前施派尔市政厅内。1530年，施派尔被宣布为帝国枢密法院的永久所在地。1555年夏天，由于流行病，帝国枢密法院迁往埃斯林根。
1688年大同盟战争爆发，施派尔被法军占领，帝国枢密法院被迫停止运作，法院档案的一部分由施佩耶尔迁至阿沙芬堡，一部分迁到沃尔姆斯，部分未完成转运的卷宗被掳掠到法国的斯特拉斯堡。1693年，韦茨拉尔提供了前市政厅作为法院的办公场所，从此之后帝国枢密法院一直常驻于此，直至1806年帝国解体。

### 解散与档案保存
1806年8月6日，皇帝弗朗茨二世退位，解散帝国。 第二天，他写信给当时的枢密法官冯·莱格斯贝格伯爵，告知他帝国业已灭亡，因此帝国枢密法院解散，并指示枢密法官将帝国枢密法院解散和他们已被解除职务一事通知给法院雇员。
帝国枢密法院解散后，法院档案仍存放在韦茨拉尔。直到1808年，法院的前雇员开始对其进行编目。1815年，普鲁士获得韦茨拉尔，接收了这些档案，次年，德意志邦联确认雇用帝国枢密法院的档案员来管理法院的文件。1821年邦联议会通过决议成立一个档案管理委员会，改委员会负责将已完成审判的档案储存和交付给现在应负责任的各邦。例如，一审程序的档案应送往被告拥有永久居留权的邦；上诉程序的法院档案被送往下级法院所在的邦，由于档案情况复杂，这种档案交付一直持续到1852年才结束。而涉及普鲁士的法院档案文件则一直继续保存在韦茨拉尔直到1924年。